# Sälen
Sälen es una localidad sueca (tätort) en el municipio de Malung-Sälen, Dalarna, localizada unos 65 km al noroeste de Malung. Tenía una población de 946 habitantes en 2023, en un área de 2,53 km².
Sälen es conocida por organizar el inicio del Vasaloppet, la carrera de esquí de fondo más antigua, más larga y más grande del mundo, con más de 15,000 participantes solo en la carrera principal.

## Demografía
| Gráfica de evolución demográfica de Sälen entre 1960 y 2015 |
|                                                             |
| Oficina Central de Estadísticas de Suecia                   |